# Auto (teatr)
Auto – gatunek teatralny występujący w hiszpańskiej i niekiedy portugalskiej literaturze dawnej, zbliżony do misterium. Auto stanowiło jednoaktową alegoryczną sztukę o tematyce zaczerpniętej z Nowego Testamentu. Sztuki te wystawiane były w kościołach i na placach w związku z uroczystościami religijnymi. Szczególnie popularnym rodzajem auto było auto sacramental, związane przede wszystkim z uroczystościami Bożego Ciała.
Najstarszy zachowany utwór tego gatunku to Auto de los Reyes Magos (XII/XIII wiek). Inne to m.in. Auto dos Reis Magos i Auto da Sibila Casandra Gila Vicente. 